# Primarna energija
Primarni energijski viri nam dajejo delo in toploto. 
V tehničnih napravah uporabljamo vire primarne energije za pogon strojev, ki nam poganjajo vozila in delovne stroje ter proizvajajo elektriko. Elektriko uporabljamo naprej za razsvetljavo in za pogon strojev in drugih naprav. Elektriko imenujemo obliko sekundarne energije, ki smo jo dobili iz primarne energije. 

energetski viri, ki jih imamo na Zemlji, večinoma niso neposredno uporabni za naše potrebe. 
Hidroelektrarna, na primer, izkorišča potencialno energijo v nekoliko višje ležečem umetnem jezeru. V cevovodih se s pretakanjem vode ta energija spremeni v kinetično energijo, ki jo generator pretvori v elektriko. Za uporabnost energijskih virov je odločilen delež, ki je na koncu verige pretvorb na voljo za uporabo. Za pogon generatorjev v elektrarni je na voljo okoli 40% energije premoga, pri prenosu se izgubi 10% tistega, kar daje generator, prav toliko še v elektromotorju. 

Za vsako kWh koristnega dela na izhodu elektromotorja tako porabimo 3 kWh primarne energije iz premoga.